# Maria do Sameiro Barroso
Maria do Sameiro Pereira Reis Barroso (Braga, 12 de maio de 1951) é uma poetisa portuguesa.
É licenciada em Filologia Germânica, em Medicina e Cirurgia, pela Universidade de Lisboa. Doutoranda da Faculdade de Ciências Sociais e Humanas da Universidade Nova de Lisboa, Departamento de Estudos Portugueses. Faz parte dos Corpos Directivos do Pen Club Português, do Grupo de Amigos do Museu Nacional de Arqueologia e do Núcleo de História da Medicina da Ordem dos Médicos. Inicialmente vocacionada para a poesia, tem vindo a alargar a sua actividade à tradução de autores de língua alemã, ao ensaio e à investigação no âmbito da História da Medicina.

## Obra Poética
- O Rubro das Papoilas, 1.ª ed. Lisboa: Átrio, 1987; 2.ª ed. Ed. Laboratórios Azevedos, 1998.[2]
- Rósea Litania. Lisboa: Colibri, 1997 (capa de Maria Manuela Madureira; prefácio de João Rui de Sousa).
- Mnemósine. Lisboa: Universitária Editora, 1997 (prefácio de António Ramos Rosa; capa e ilustrações do Escultor Martins Correia)[2]
- Jardins Imperfeitos. Lisboa: Universitária Editora, 1999. [Nota 1]
- Meandros Translúcidos. Fafe: Labirinto, 2006 (prefácio de António Ramos Rosa).[2]
- Amantes da Neblina. Fafe: Labirinto, 2007 (prefácio de Maria Teresa Dias Furtado, capa de Laura Cesana).[2]
- As Vindimas da Noite. Fafe: Labirinto, 2008. [Nota 2] (capa de Júlio Cunha)
- Poemas da noite incompleta. São Paulo:Escrituras, 2010.[3]
- Luas de gengibre. Fape, Portugal: Labirinto, 2013.[2]

## Prêmios
- Prêmio Antonio Patrício, 1999, concedido pela SOPEAM, pelo livro Jardins imperfeitos.
- Prêmio Internacional de Poesia Palavra Ibérica, 2009, instituído pela autarquia de Vila Real de Santo António, pelo livro Uma ânfora no horizonte.[4]
- Prêmio Antonio Patrício, 2008, concedido pela SOPEAM, pelo livro As vindimas da noite.[5]
- Prêmio de História da Medicina, 2006, pelo trabalho Médicas na Antiguidade Clássica – Um rosto reencontrado, publicado pela Sociedade Portuguesa de Medicina Interna.[6]